# Renovatio regni Francorum
Renovatio regni Francorum (slovensko Obnova frankovskega kraljestva) je bil moto več monarhov Karolinške, Gvidonidske in Otonske dinastije od 9. do 11. stoletja.  Služil je poudarjanju pomena etničnih Frankov in frankovske tradicije v večnacionalnih karolinških in otonskih cesarstvih.
Moto je morda že leta 813 uporabil Karel Veliki, zagotovo pa ga je uporabil njegov naslednik Ludvik Pobožni na kovinskem pečatu med svojimi verskimi reformami. Prvotno se je nanašal na notranjo versko prenovo Frankovskega cesarstva. Moto so kasnejši Karolingi uporabljali le občasno. Ludvikov mlajši sin Karel Plešasti ga je dal na začetku svoje vladavine na svoje kovance, verjetno zato, da bi pritegnil etnično frankovsko plemstvo svojega kraljestva. Ko je leta 875 postal cesar, je na svojem novem pečatu združil očetovo formulo s formulo svojega starega očeta renovatio Romanorum imperii (obnova Rimskega imperija), da bi ustvaril nov moto: renovatio imperii Romani et Francorum (obnova Rimskega in Frankovskega cesarstva). Moto renovatio regni Francorum so ponovno uporabili cesarji Karel Debeli (881–888), Gvido II. Spoletski (891–894), Lambert II. Spoletski (892–898) in Arnulf Koroški (896–899).
Med letoma 1003 in 1007 je nemški kralj Henrik II. Sveti obudil moto za svoj program verske reforme. Moto je kazal tudi na njegovo povezanost s karolinško preteklostjo in enakost nemškega kraljestva z Bizantinskim cesarstvom. Henrik ga je uporabljal od izvolitve za nemškega kralja do kronanja za cesarja v Rimu. Bil je prvi necesar, ki je uporabil ta moto in s tem jasno izrazil "cesarsko" naravo nemškega kraljevanja. Tradicionalno je sprejetje tega mota Henrika II. veljalo za zavestni prelom z njegovim predhodnikom Otom III., ki je bil naklonjen motu Karla Velikega renovatio Romanorum imperii. Zamisel, da je sprememba mota nakazovala nenadno spremembo vladarjevega političnega programa, je vprašljiva.